# 트루 잭슨
트루 잭슨(True Jackson, VP)은 2008년 11월 8일부터 2011년 8월 20일까지 니켈로디언에서 방영된 시트콤이다.